# Гилдер, Хелена де Кей
Хелена де Кей Гилдер (англ. Helena de Kay Gilder; 1846—1916) — американская художница и иллюстратор.

## Биография
Родилась в 1846 году в Нью-Йорке в семье Джорджа Коулмана де Кея — морского офицера, и его жены — Джанет Дрейк де Кей; была внучкой поэта Джозефа Родмана Дрейка. Её отец умер, когда девочке было всего два года. После смерти отца мать перевезла детей в Дрезден, где они жили до 1861 года, прежде чем вернулись в Соединенные Штаты, чтобы её мать могла быть ближе к своей старшей сестре Кэтрин, ставшей матерью.
Хелена де Кей была зачислена в школу-интернат для девочек, расположенную в Фармингтоне, штат Коннектикут. В 1870-х годах училась живописи в институте Купер-Юнион и в Национальной академии дизайна. В частном порядке также училась у известных художников: Уинслоу Хомера, Джона Ла Фаржа и Альберта Райдера.

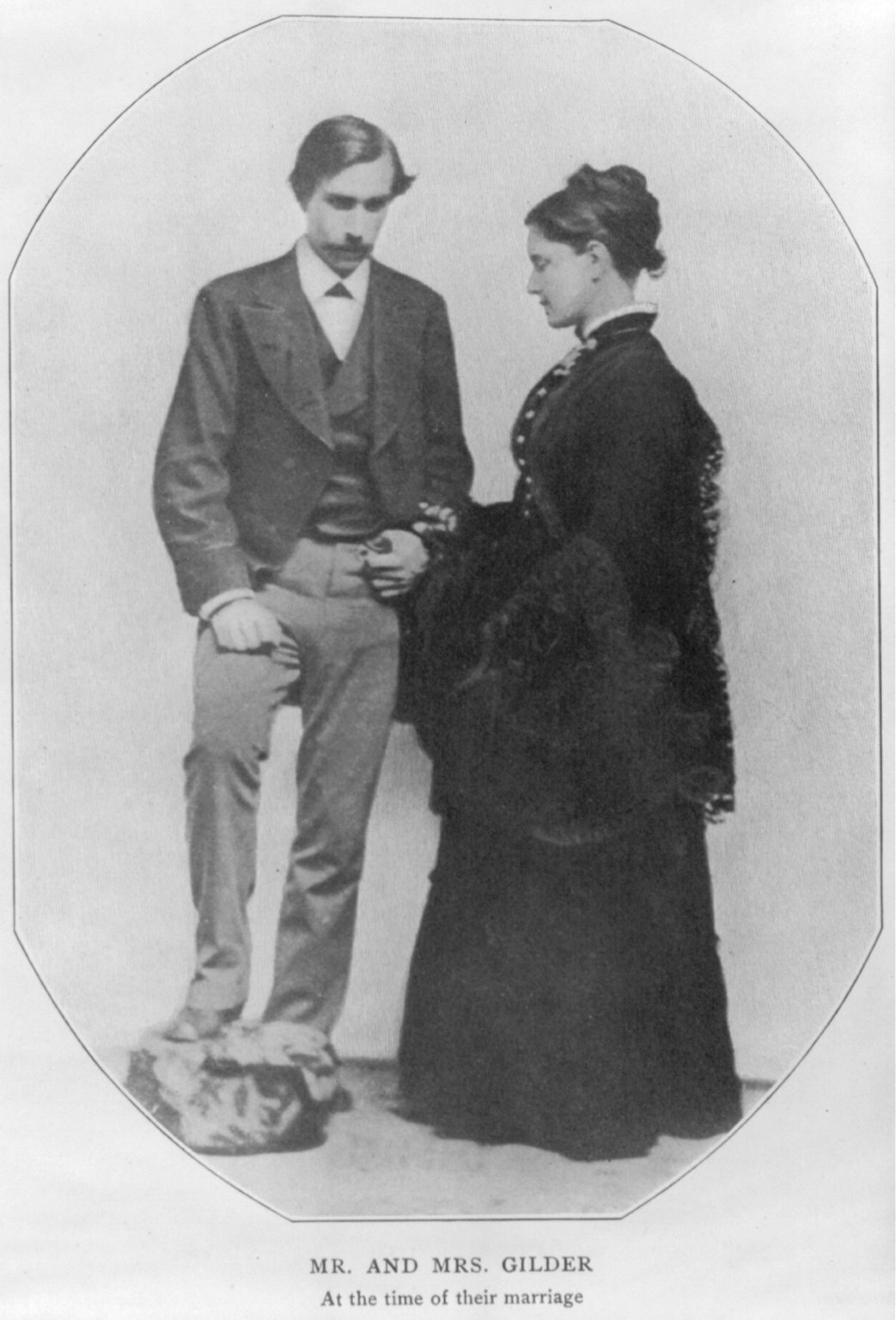
Хелена и Ричард Гилдер

В мае 1872 года Хелена познакомилась со своим мужем — Ричардом Уотсоном Гилдером, в офисе литературного издания Scribner's Monthly, где Ричард работал управляющим редактором. В феврале 1874 года Хелена и Ричард объявили о помолвке, а к июню этого же года поженились. Уинслоу Хомер подарил Хелене её портрет, который он написал в качестве свадебного подарка, с датой свадьбы в правом нижнем углу. В 1884 году художник Джон Ла Фарж создал витраж в честь десятой годовщины свадьбы Гилдеров.
У Гилдеров было семеро детей. Её сын — Родман де Кей Гилдер (1877—1953) и её младшая дочь — Розамонд де Кей Гилдер (1891—1986), стали писателями. Её дочь — Доротея де Кей Гилдер (1897—1920) была изображена на картинах Сесилии Бо и сделала короткую карьеру театральной актрисы.
Умерла после операции аппендицита 28 мая 1916 года в Нью-Йорке. Была похоронена в Бордентауне, штат Нью-Джерси, на кладбище Bordentown Cemetery.

## Творчество
Кроме многих своих художественных работ маслом, Хелена Гилдер часто делала сопутствующие иллюстрации для сборников стихов своего мужа. Её влияние на мир искусства распространилось за пределы собственного художественного творчества. Она внесла вклад в мир искусства, помогая организовать Студенческую лигу художников в 1875 году и став соучредителем Общества американских художников в 1887 году, которое предоставило молодым художникам-классикам возможность стать альтернативной организацией по отношению к Национальной академии дизайна.
Хелена де Кей Гилдер известна как муза и романтическое увлечение Уинслоу Хомера. Хелена является женским персонажем во многих его произведениях, в частности картины «The Butterfly» (1872). Одним из самых известных друзей Хелены была писательница и иллюстратор Мэри Хэллок Фут. Хотя они принадлежали к очень разным социальным кругам, женщины стали близкими друзьями, когда были студентами, и на протяжении всей своей жизни вели длительную переписку. Через своего мужа Хелена познакомилась также с несколькими другими художницами и издателями того времени.